# 熊坂利衛門
熊坂利衛門は室町時代前期の武士。長井氏の家臣。

## 概要
山形県米沢市にある稲荷山館は長井氏の家臣であった熊坂利衛門の築城とされた。最終的に伊達氏の置賜侵入により、廃城になった。
また1380年(康暦2年)、伊達宗遠が出羽国置賜郡長井庄に侵攻し長井広房を追放。長井氏の置賜領有は8代191年で終わりを告げる。